# Schloss Bürresheim

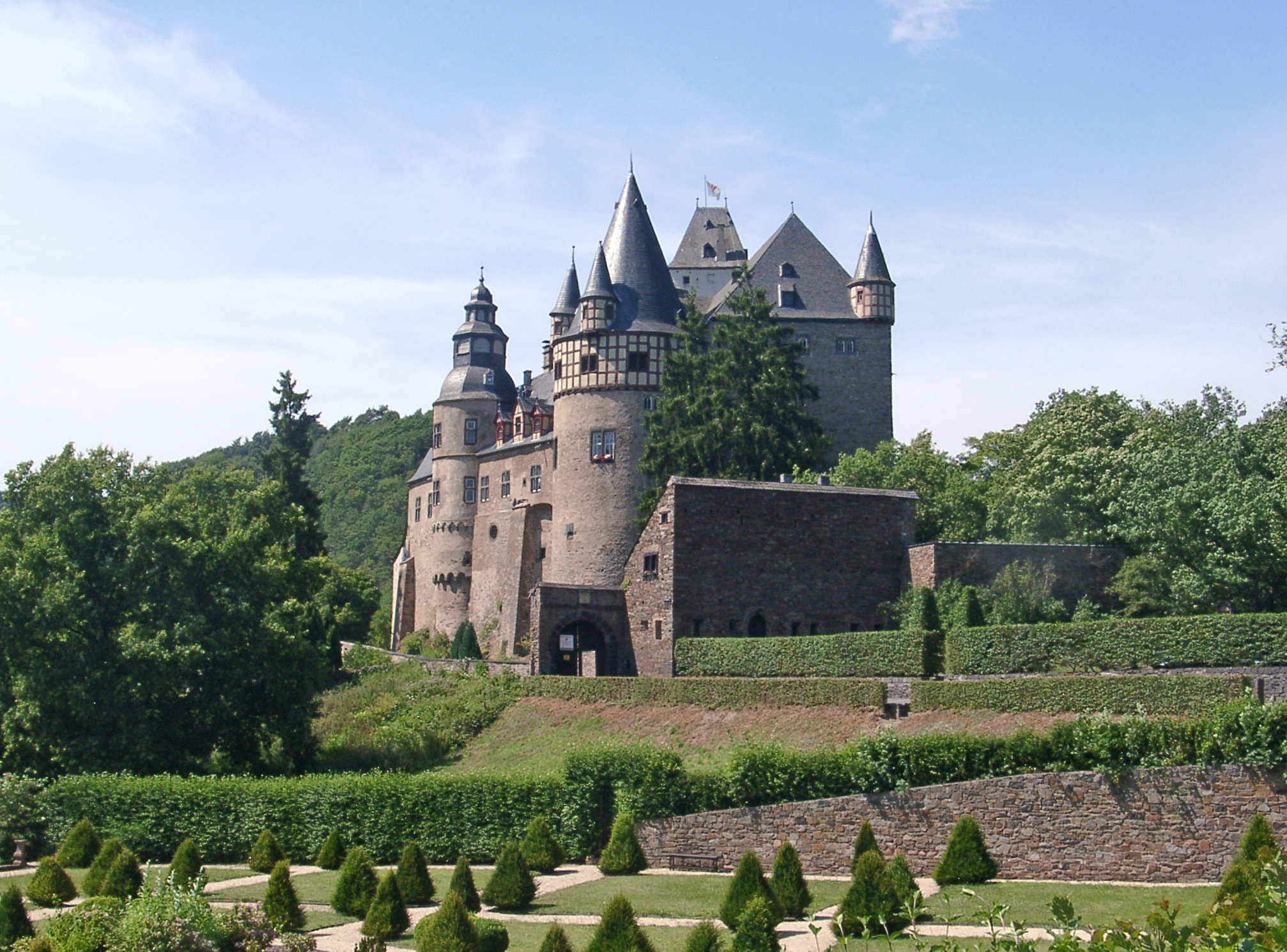
Schloss Bürresheim

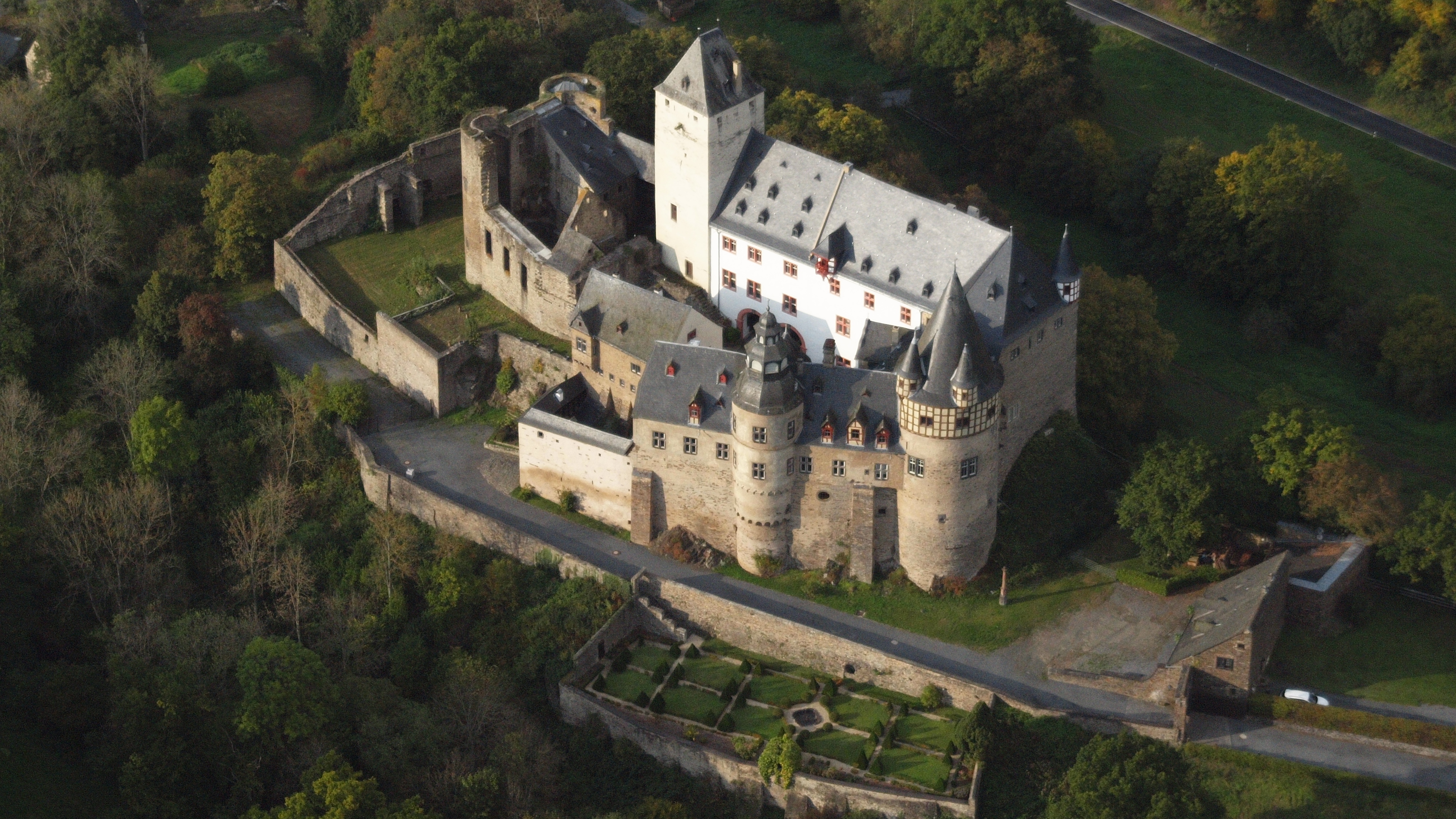
Luftaufnahme (2014)

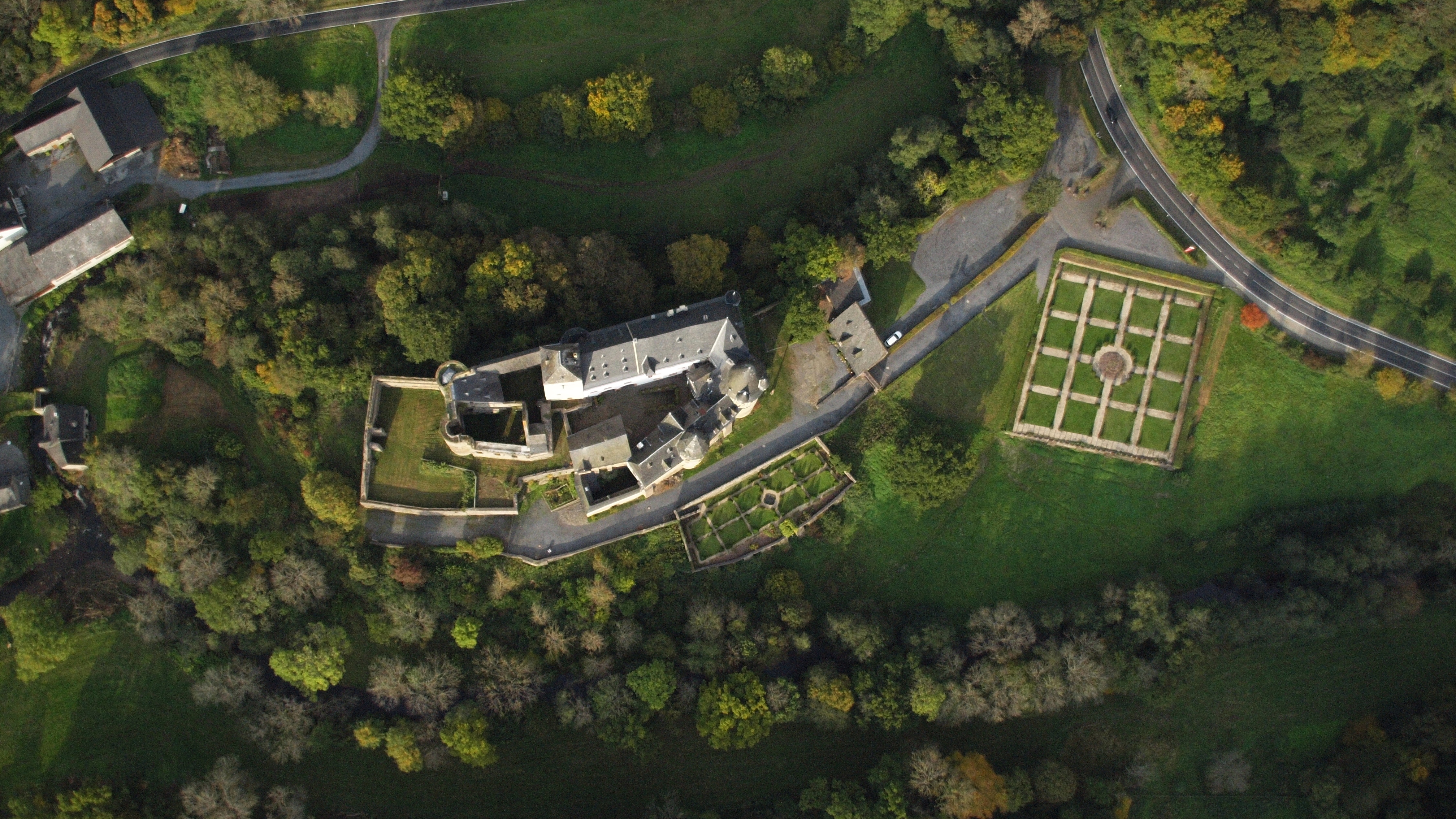
Senkrechtaufnahme (2014)

Schloss Bürresheim ist eine aus dem Hochmittelalter stammende, in der Barockzeit zur repräsentativen Wohnanlage umgebaute Burg in der Eifel, die zeitweilig Zentrum einer kleinen reichsunmittelbaren Herrschaft war und wegen ihres zeitgenössischen Erhaltungszustands als einzigartiges Zeugnis rheinischer Adels- und Wohnkultur gilt. An dem komplexen Bau lässt sich der Übergang von der Burg zum Schloss idealtypisch ablesen.
Das Schloss gehört zur Ortsgemeinde Sankt Johann in Rheinland-Pfalz und liegt nordwestlich von Mayen auf einem Felssporn an der Mündung des Nitzbachs in die Nette. Mit Burg Eltz und Burg Lissingen zählt Schloss Bürresheim zu den wenigen Adelssitzen in der Eifel, die nie erobert oder zerstört wurden und sowohl die Kriege des 17. und 18. Jahrhunderts als auch die gesellschaftlichen Umbrüche infolge der Französischen Revolution unversehrt überstanden haben. Seine Geschichte wurde wesentlich durch seine Lage im Grenzgebiet der beiden geistlichen Kurfürstentümer Köln und Trier bestimmt.

## Geschichte
Schloss Bürresheim wurde im 12. Jahrhundert als Burg errichtet und zusammen mit seinen damaligen Besitzern, den Edelfreien Eberhard und Mettfried von Neumagen zu Bürresheim („de Burchenesem“), 1157 erstmals urkundlich erwähnt. Eberhards Sohn Philipp verkaufte kurz vor 1189 seinen Anteil an den Kölner Erzbischof Philipp I. von Heinsberg, um es anschließend als Lehen von ihm zurückzuerhalten. Auch das Erzbistum Trier erkannte die Wichtigkeit der Anlage und erwarb unter Erzbischof Heinrich II. von Finstingen (frz. de Fénétrange, reg. 1260–1286) die andere Hälfte der damaligen Burg.
Im Jahr 1359 übernahmen die Vögte von Leutesdorf das Kölner Lehen vom letzten Vertreter der Familie von Bürresheim. Der Trierer Anteil kam dagegen an die Herren von Schöneck. Bürresheim wurde im 14. Jahrhundert somit zur Ganerbenburg. Bereits 1473 verkauften Kuno von Schöneck und sein Sohn ihren Anteil an Burg und Herrschaft Bürresheim an Gerlach von Breidbach, dessen Sohn Johann 1477 auch einen Teil des Leutesdorfer Lehens erwerben konnte. Der restliche Burganteil der Vögte gelangte zu Beginn des 16. Jahrhunderts an Emmerich von Lahnstein.

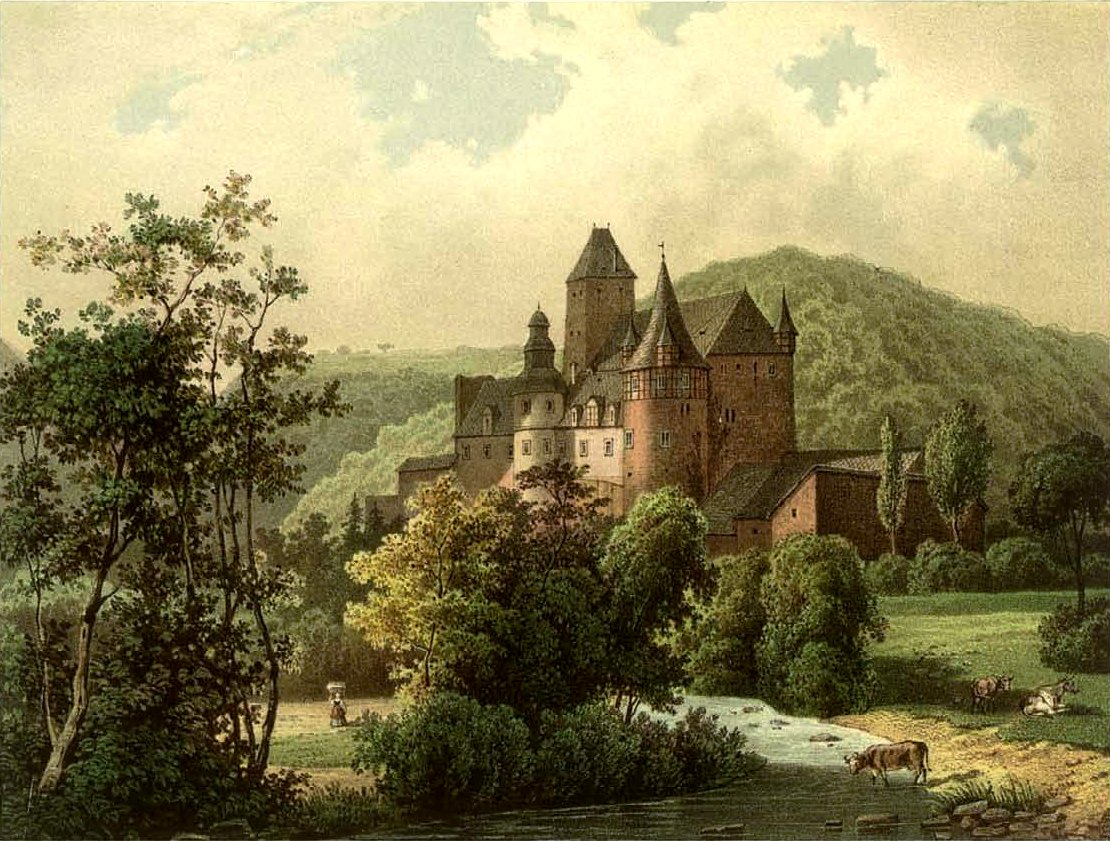
Schloss Bürresheim um 1860, Sammlung Alexander Duncker

Um diesen Lahnsteiner Besitz entbrannten ab 1572 Streitigkeiten, die selbst durch einen Prozess vor dem Reichskammergericht nicht beigelegt werden konnten. Erst 1659 einigten sich die Parteien durch einen Vergleich, und das Geschlecht derer von Breidbach wurde Alleinbesitzer der Burganlage. Fortan trug die Familie den Namen „von Breidbach-Bürresheim“ und wurde 1691 sogar in den Reichsfreiherrenstand erhoben. Ihr bekanntester Vertreter war Emmerich Joseph von Breidbach-Bürresheim, von 1763 bis 1774 Kurfürst und Erzbischof von Mainz. Zur Zeit der Freiherrn von Breidbach-Bürresheim umfasste die reichsunmittelbare Herrschaft Bürresheim neben dem Schloss die Dörfer Sankt Johann, Rieden und Waldesch, den Weiler Nitz sowie die Bürresheimer Mühlen.
Auf der Flucht vor französischen Revolutionstruppen wurde 1796 Franz Ludwig Anselm Freiherr von Breidbach-Bürresheim, Oberamtmann zu Koblenz und Ehrenbreitstein, in Bamberg erschossen. Damit erlosch seine Familie im Mannesstamm, so dass Schloss Bürresheim durch Erbschaft an einen Enkel seiner Schwester fiel, an Graf Klemens Wenzeslaus von Renesse. Dessen deutsch-belgische Familie lebte weiterhin auf dem Schloss, bis die letzte Nachfahrin 1921 im Alter von 32 Jahren und nur 11 Tage nach ihrer Hochzeit bei einem Autounfall ums Leben kam. Die nächsten Erben waren die Grafen von Westerholt, deren Familie sich aber schon 17 Jahre später gezwungen sah, Schloss Bürresheim mitsamt der kompletten Ausstattung an den Provinzialverband der Preußischen Rheinprovinz zu veräußern. Nach der Auflösung Preußens kam das Schloss 1948 unter die Obhut der „Staatlichen Schlösserverwaltung Rheinland-Pfalz“, die es 1998 an ihre Nachfolge-Organisation „Burgen, Schlösser, Altertümer Rheinland-Pfalz“ übergab.

## Architektur

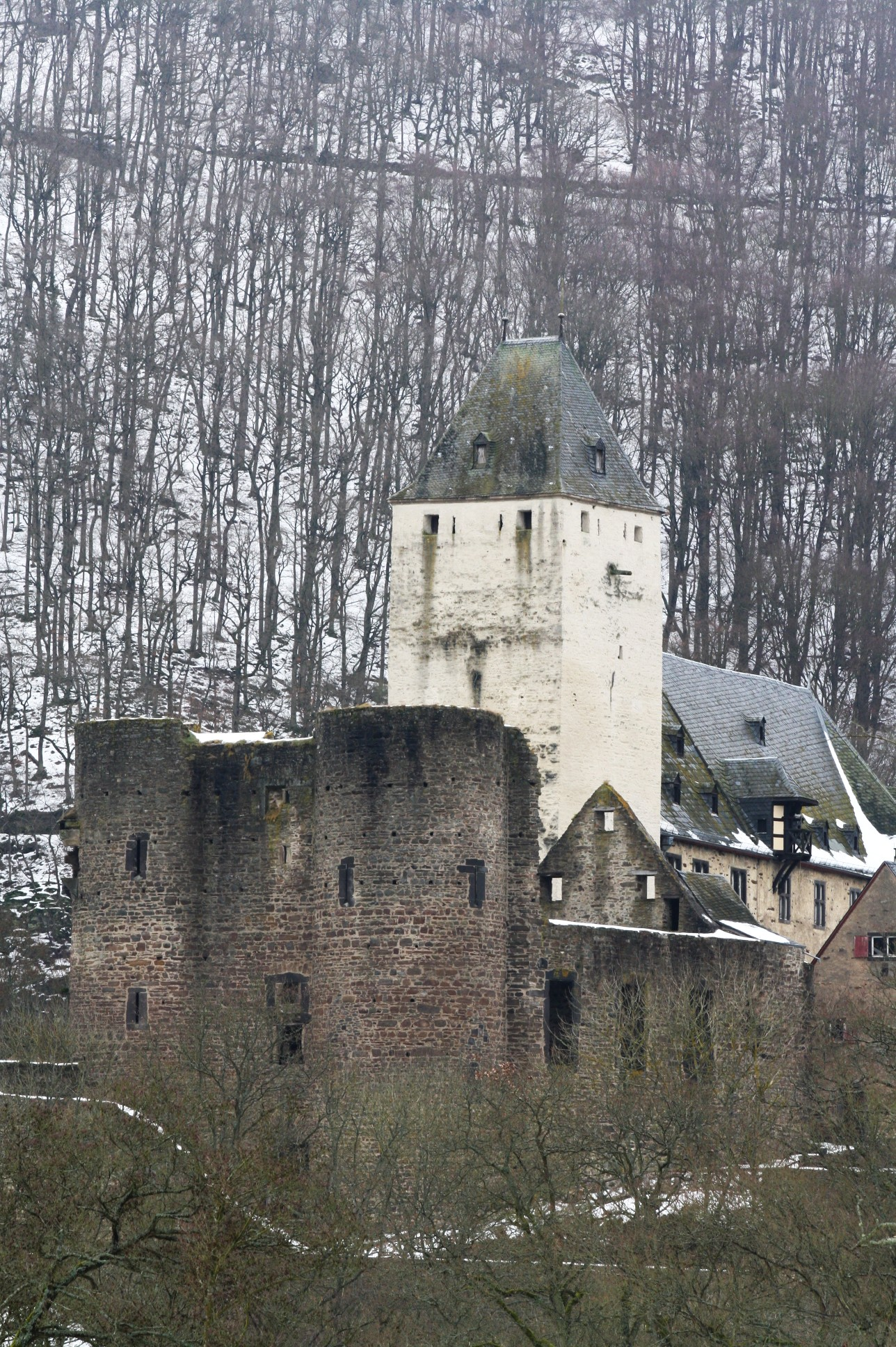
Kölner Burg mit Doppelturmtor und Bergfried im Hintergrund

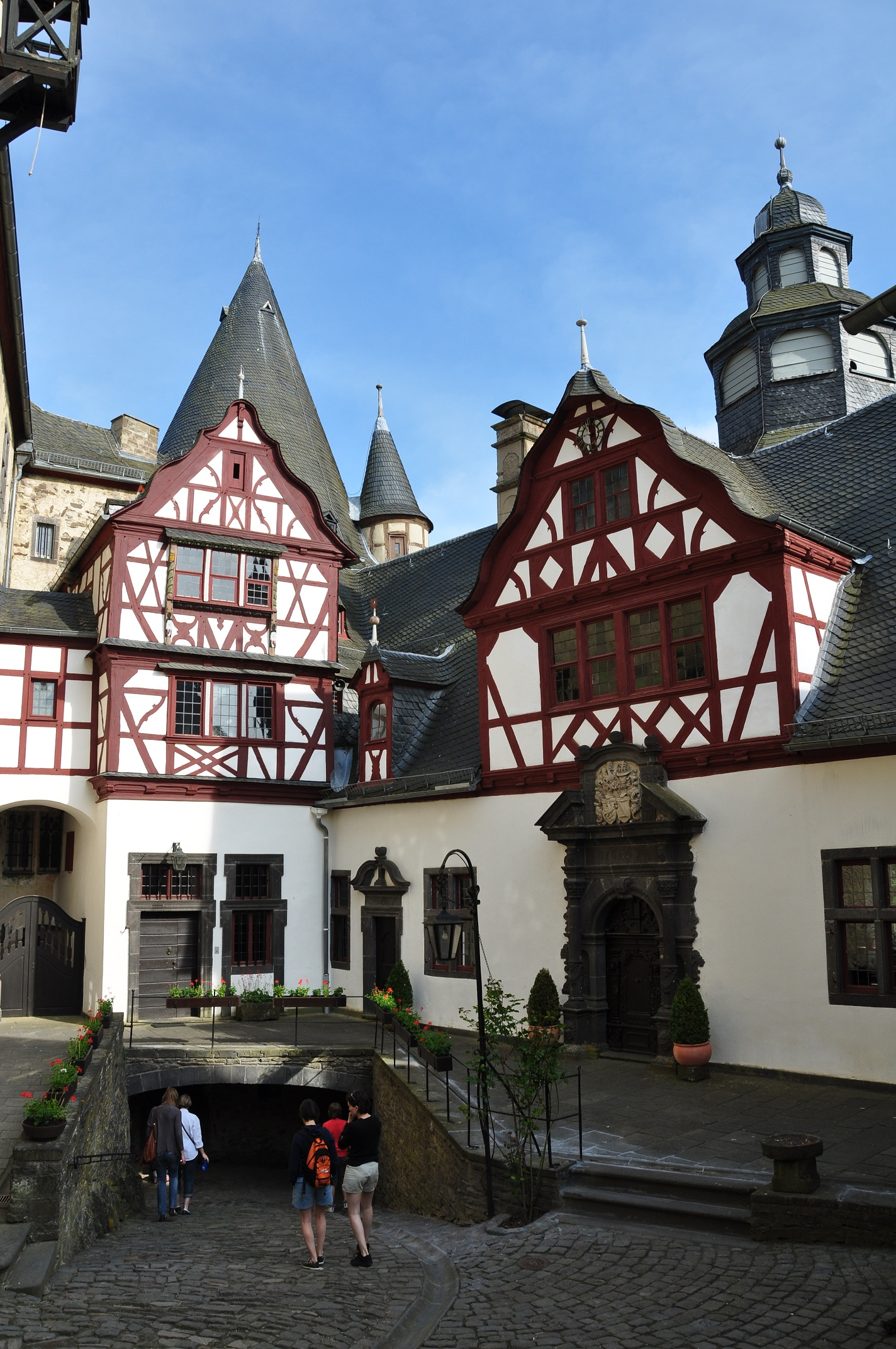
Innenhof

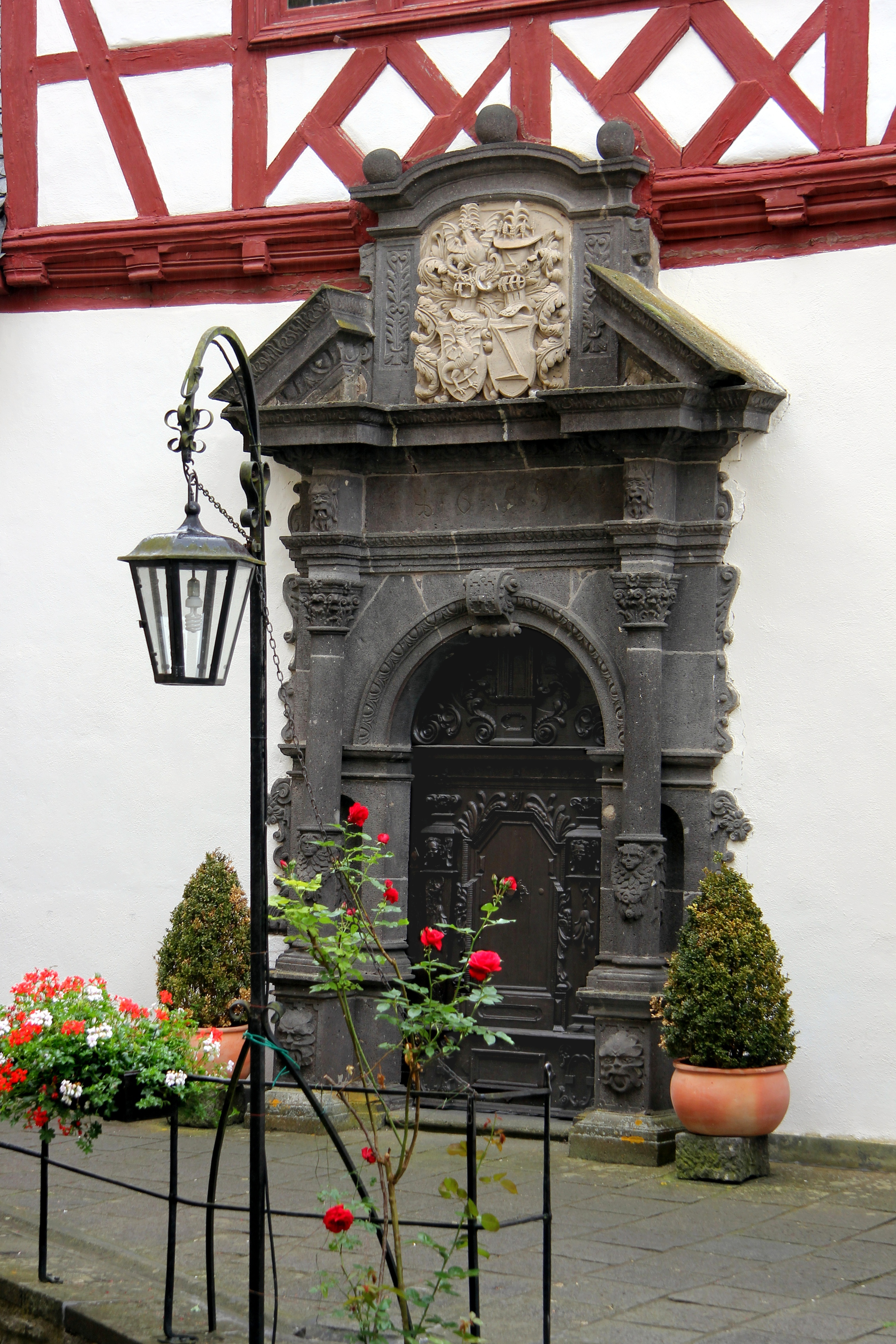
Portal zum Amtshaus mit den Wappen der Familien von Breidbach zu Bürresheim und von Metzenhausen

Die als geschlossenes Ganzes erscheinende Anlage erhielt ihre heutige Gestalt erst ab dem 15. Jahrhundert. Vorher waren es zwei völlig eigenständige, nicht zusammenhängende und unterschiedlich große Teilanlagen, denen lediglich der romanische Bergfried aus dem 12. Jahrhundert gemein war.
Einst war Schloss Bürresheim durch Ringmauern und zwei Halsgräben gesichert. Letztere sind heutzutage zugeschüttet, und von den Ringmauern sind nur noch wenige Reste erhalten.

### Bergfried
Der fast quadratische Bergfried ist der älteste Bau der Schlossanlage. Ehemals nur durch einen Hocheingang betretbar, ist er heute über eine im 17. Jahrhundert errichtete barocke Freitreppe zugänglich. Vermutlich im 15. Jahrhundert wurde er aufgestockt und beherbergte im fünften Geschoss die Wohnung des Torwächters.

### Kölner Burg
Namensgeber dieses Teils war sein Erbauer, Erzbischof Philipp I. von Heinsberg, der die Bauten 1339 im Westen der heutigen Anlage errichten ließ. Sie bestand aus einer weiträumigen Vorburg, von der nur noch Reste der Ringmauer erhalten sind, und der spätgotischen Kernburg. Der Zugang erfolgte von Nordwesten über eine Zugbrücke.
Die Kernburg bestand aus einem Doppelturmtor, das gleichzeitig als Schildmauer diente, und einen sich daran anschließenden Saalbau. Dessen Kellergeschoss war – wie in jener Zeit üblich – als Tonnengewölbe ausgeführt. Das Erdgeschoss bestand aus einem einzigen großen Saal mit einem kleinen, abgetrennten Kapellenraum.
Nach Ausbau der Trierer Burg ab 1659 wurde die Kölner Burg nur noch als Wirtschaftshof genutzt und schließlich dem Verfall anheimgegeben. Sie ist heute lediglich als Ruine erhalten.

### Trierer Burg
Der älteste erhaltene Bau der Trierer Burg geht auf die Vögte von Leutesdorf zurück, die an der Grenze zur Kölner Burg in der zweiten Hälfte des 14. Jahrhunderts ein Wohnhaus errichteten. Alle weiteren Gebäude sind in ihrer heute erhaltenen Form unter den Herren von Breidbach entstanden.
Gerhard und Johann von Breidbach ließen nach 1473 im Südosten einen dreistöckigen, an die Ringmauer anschließenden Wohnbau und einen Rundturm mit vier Meter starken Mauern errichten. Erst später erhielt letzterer sein heute prägnantes Obergeschoss aus Fachwerk. Der spätmittelalterliche Wohnbau hingegen veranschaulicht sehr gut, wie einfach man um 1490 wohnte. In jedem Stock befindet sich ein einziger großer Saal mit Eichenholzpfeilern, Balkendecken und riesigen Kaminen. Erst in späteren Jahrhunderten teilte man gemütliche Zimmer ab.
Nachdem die von Breidbachs 1659 alleinige Eigentümer der Burganlage geworden waren, begannen umfangreiche Aus- und Umbauten zu einem barocken Wohnschloss. Anna Magdalena von Metzenhausen, die Witwe Wolf Heinrichs von Breidbach, ließ zwischen dem Rundturm und dem Leutesdorfer Vogtshaus einen großen Südflügel errichten, und in der Zeit von 1698 bis 1700 schloss Georg Rheinhard von Breidbach die letzte bauliche Lücke zwischen Bergfried und gotischem Wohngebäude durch den sogenannten Kapellenbau. Ungewöhnlich hierbei war, dass der Erbauer die Kapelle entgegen den damaligen Gepflogenheiten nicht im Erdgeschoss, sondern in der ersten Etage einrichten ließ.
Bereits 1683 entstand an der Südostseite des Schlosses ein französischer Terrassengarten im Stil des Barock, der in seiner heutigen Form 1952 rekonstruiert wurde.

## Besichtigung
Während die Ruine der Kölner Burg Besuchern nicht offensteht, können Teile der Trierer Burg im Rahmen einer Führung besichtigt werden.
Dem Umstand, dass Bürresheim über eine lange Zeit in der Hand einer einzigen Adelsfamilie war, verdankt das Schloss seine sehenswerte, einzigartige Innenausstattung, die Stücke aus der Spätgotik bis hin zum Historismus umfasst. Zahlreiche Porträts zeigen Mitglieder und Verwandte der Besitzerfamilie und Fürsten vergangener Zeiten. So blieb bis in die heutige Zeit ein einmaliges Zeugnis rheinischer Adels- und Wohnkultur erhalten.
Unter anderem besuchten König Ludwig I. von Bayern und Kaiser Wilhelm II. Schloss Bürresheim.

## Drehort
Eine kurze Außenaufnahme des Schlosses ist in Indiana Jones und der letzte Kreuzzug (1989) zu sehen. Im Film stellt es das fiktive Schloss Brunwald an der deutsch-österreichischen Grenze dar, in dem Professor Henry Jones senior (gespielt von Sean Connery) festgehalten wird. Unter anderem ist es auch in dem Kinderfilm Der Prinz und der Prügelknabe (1995) als Schloss des Königs zu sehen, aus dem der Prinz und der Prügelknabe flüchten. Außerdem zeigte ein Werbefilm für „4711 Echt Kölnisch Wasser“ den barocken Garten sowie das Schloss im Hintergrund, und im Mai 2009 fanden hier Dreharbeiten zum WDR-Märchenfilm Rumpelstilzchen statt. Auch der Märchenfilm Das Märchen von der Zauberflöte wurde im Juni/Juli 2023 unter anderem hier gedreht.